# Air Atlantis
Air Atlantis — колишня чартерна авіакомпанія Португалії, яка працювала на ринку пасажирських перевезень країни з 1985 року по 30 квітня 1993 року.

## Загальні відомості
Air Atlantis була заснована в 1985 році як дочірня структура національної авіакомпанії Португалії TAP Air Portugal і початок виконання чартерних пасажирських рейсів на літаках Boeing 707 і Boeing 737-200 в травні того ж року. У 1986 році Boeing 737 був замінений на два лайнери Boeing 727-100, а Boeing 707 — на три літаки Boeing-727-200, всі п'ять повітряних суден були вперше пофарбовані в нову фірмову ліврею авіакомпанії. У 1988 році всі 727-мі були знову замінені на Boeing 737-200 і орендовані новіші лайнери Boeing 737-300. У 1993 році керівництво TAP Air Portugal ухвалило рішення про глобальну реструктуризацію своєї маршрутної мережі, внаслідок чого 30 квітня того ж року авіакомпанія Air Atlantis була розформована.
Air Atlantis виконувала чартерні пасажирські рейси з аеропортів Португалії в Амстердам, Стокгольм, Бристоль, Брюссель, Копенгаген, Дюссельдорф, Франкфурт, Глазго, Гамбург, Манчестер, Мюнхен, Штутгарт і Цюрих.

## Флот
У різні періоди авіакомпанія Air Atlantis експлуатувала такі типи літаків:
- Boeing 707-320B
- Boeing 727-100
- Boeing-727-200
- Boeing 737-200
- Boeing 737-300